# Haras national de Pau-Gelos
Le haras national de Pau-Gelos est un site des haras nationaux, établissement public depuis 1999 intégrés depuis 2010 à l'Institut français du cheval et de l'équitation (IFCE). Il se trouve à Gelos au sud de Pau dans les Pyrénées-Atlantiques.
Le haras national de Gelos assure des missions de services publics tels que l'identification des chevaux, leur reproduction, les formations professionnelles pour les divers acteurs de la filière, l'aide à la recherche d'emploi via le service équi-ressources.

## Localisation
Le haras national se situe au cœur de la commune de Gelos. L'entrée du site se fait par le portail face à l'église. Un petit parking permet d'y stationner son véhicule.
Le domaine est également accessible aux piétons depuis le stade d'eaux vives grâce à une passerelle enjambant le gave.

## Histoire
Le château de Gelos est construit en 1784 en l'initiative du baron Martin-Simon de Duplaà, Président du Parlement de Navarre, souhaitant une seconde demeure sur la rive gauche du gave en sus de son hôtel particulier citadin, l'hôtel Duplaà d'Escout, aujourd'hui détruit, sis à Pau, rue Saint-Louis. Le domaine sera le lieu des activités mondaines de l'aristocratie des environs jusqu'à la fin de l'ancien régime.
En 1808, après une nuit passée au château avec l'impératrice Joséphine, Napoléon Ier, choisit le domaine de Gelos afin d'y créer un haras plus vaste et fonctionnel que le domaine des Astous de Jurançon , utilisé jusque là . À cette occasion, le petit fils du baron, intendant général des armées de l'Empire, deviendra le premier directeur du haras[réf. souhaitée] .

## Description
Le haras, outre son château datant du XVIIIe siècle, possède également une collection de voitures hippomobiles, deux vastes écuries longeant la rue du Maréchal Leclerc, dont l'écurie "Dionysos II", une troisième écurie indépendante destinée à la reproduction, mais également une carrière sablée avec une petite écurie "Jacquart"  , un rond d'havrincourt et une maréchalerie.
Le domaine est inscrit Monument Historique par arrêté du 4 août 2011 pour la totalité de son bâti et son parc.

## Aujourd'hui
C'est historiquement un centre de reproduction et d'élevage équins. Cette activité est transférée au secteur privé en 2012 (activité reprise par la coopérative animale SORELIS).
À la suite de la volonté de l'État d'ouvrir ses sites, les manifestations touristiques et sportives se développent.
Les races suivantes sont, entre autres, représentées :
- pur-sang arabes et anglo-arabes ;
- chevaux de trait ardennais, bretons, franc-comtois ;
- poney landais ;
- pottok.

En novembre 2015, en raison d'un coup d'exploitation onéreux, l'IFCE annonce que ce haras sera mis en vente en janvier 2016.
En 2018, le site est repris par Catherine de Lartigue après le désengagement de la SORELIS.

## Galerie

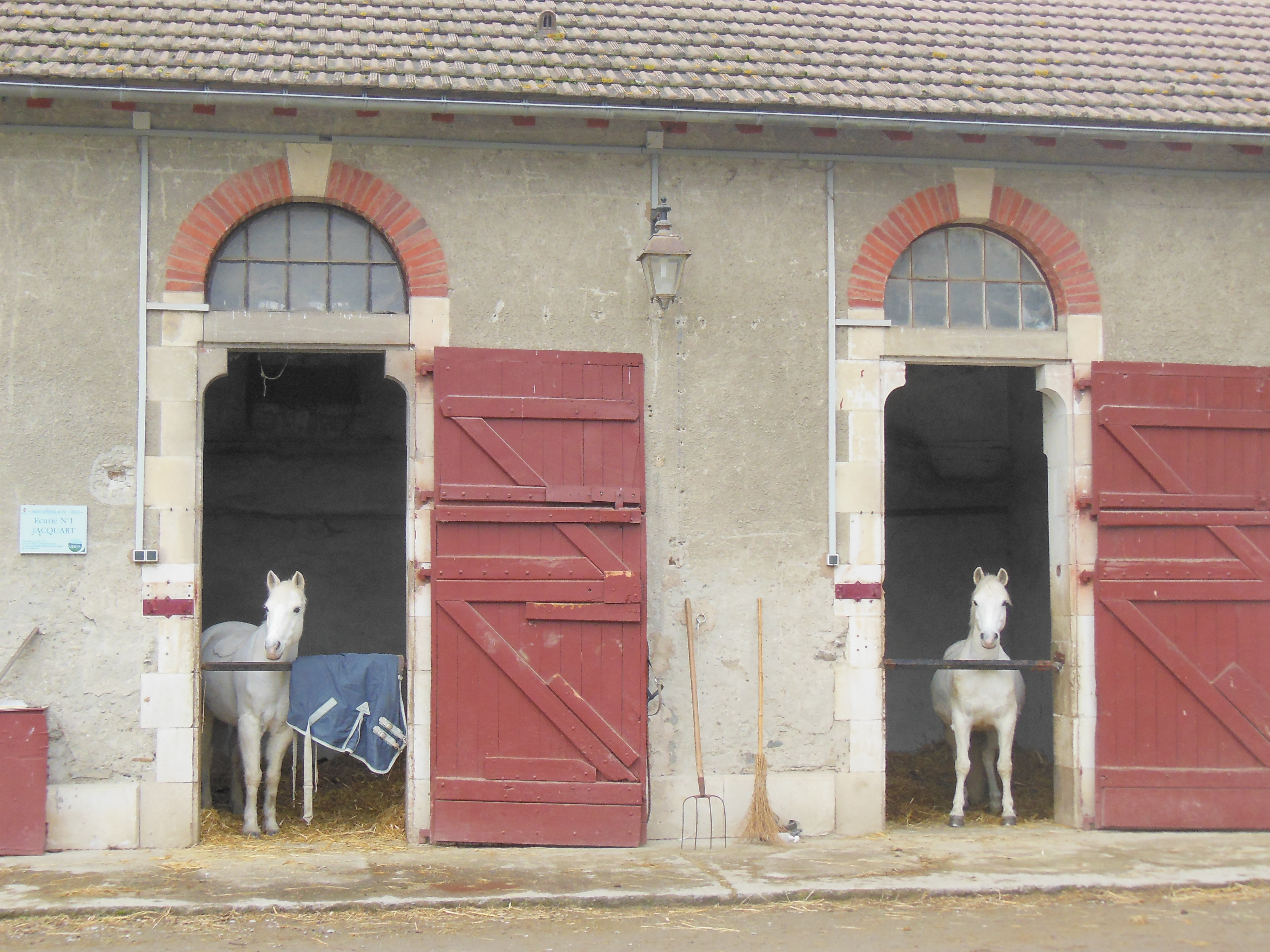
Écurie 1 Jacquart.
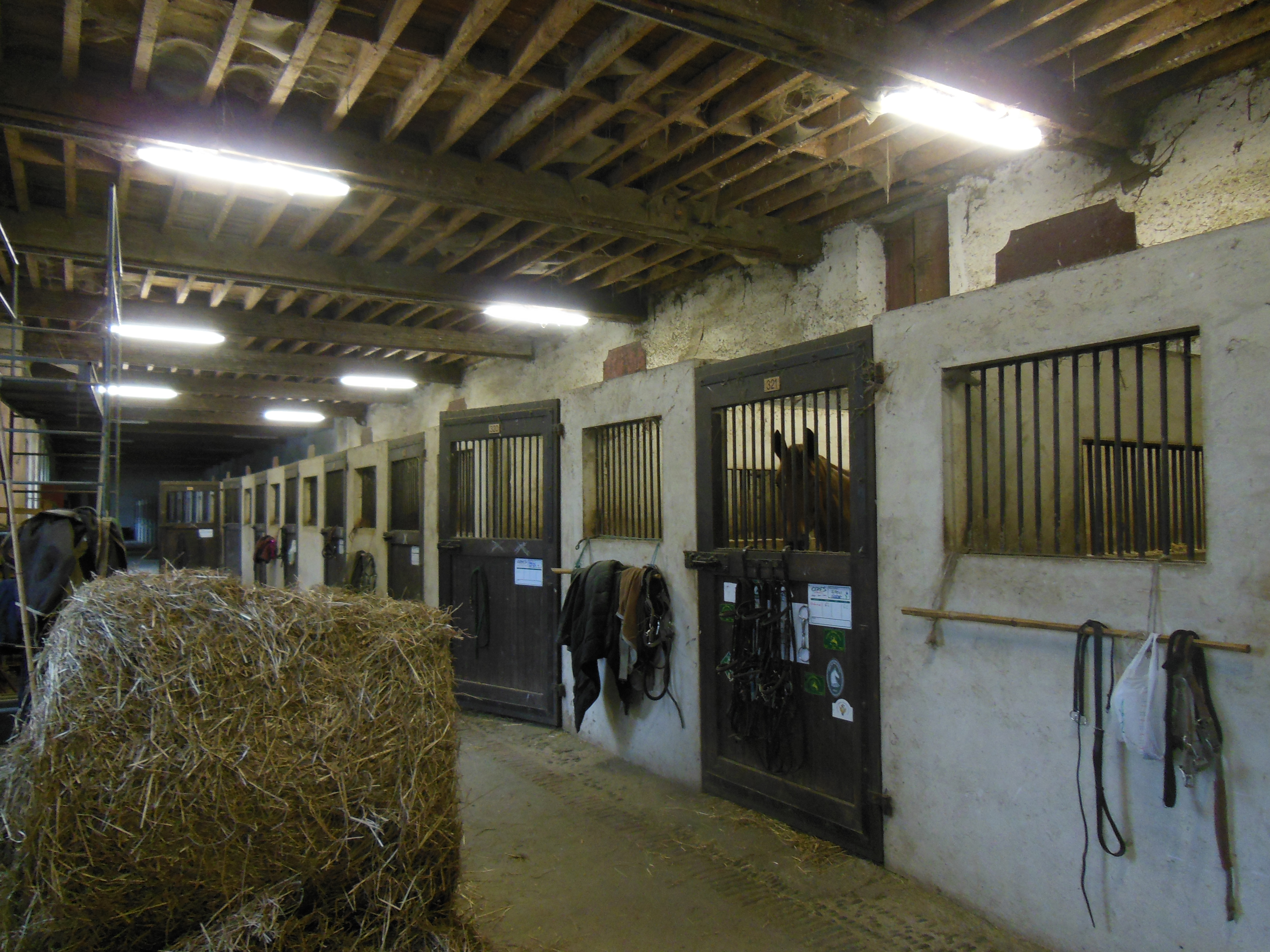
Écurie 3 Dionysos II.